# II. Rekkared nyugati gót király
II. Rekkared (? – 621. április 16.) nyugati gót király 621-ben.
Sisebut fia, édesapja halála után csak néhány hónapig uralkodott.